# Hilde von Balluseck
Hilde von Balluseck (* 24. August 1940 in Kopenhagen/Dänemark) ist eine deutsche Sozialwissenschaftlerin und Frühpädagogin. Sie konzipierte 2003 den ersten Studiengang für Erzieher an der Alice Salomon Hochschule in Berlin. Sie hat einen Sohn und ist mit dem Mathematiker Ronald Jensen verheiratet.

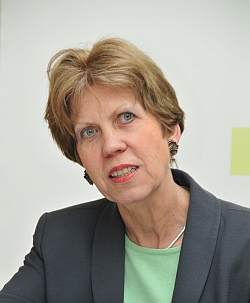
Porträt Hilde von Balluseck (Foto: privat)

## Kindheit, Schule und Studium
Ihr Vater war der Verleger und Schriftsteller Lothar Pius von Balluseck, der nach einer Verlagsausbildung ab 1937 Vertriebsleiter beim Deutschen Verlag (Ullstein) in Berlin war. Nach Kriegsende war er Verlagsreferent bei der Deutschen Zentralvermittlung für Volksbildung in der SBZ. 1947 verließ er die SBZ und war seitdem im Westen als Publizist und in der Öffentlichkeitsarbeit tätig. Hilde von Balluseck studierte ab 1960 an der Universität Münster und wechselte an die Universität München, wo sie 1967 den Titel der Magister artium in den Fächern Soziologie, Psychologie und Zeitungswissenschaft erwarb.

## Beruf
Nach drei Jahren als Studienleiterin in der Abteilung Pharma-Marktforschung von Infratest München wurde sie in der Sozialmedizin und -psychiatrie aktiv: Als wissenschaftliche Mitarbeiterin bei den Bodelschwinghschen Anstalten (1971), als Assistentin bei der Erstellung der Denkschrift Epilepsie der DFG (bei Janz, Heidelberg, 1971/72), als Autorin einer Studie für die Psychiatrie-Enquete (1974) und als Lehrbeauftragte für Sozialmedizin an der Fachhochschule München (1972–1975). Von 1976 bis 1978 war sie deutsche Sprecherin der European Group for the Study of Deviance and Social Control.
Mit einem Graduiertenstipendium promovierte sie 1976 mit der Arbeit Abweichende Verhaltensweisen und gesellschaftliche Normensysteme. Eine soziologische Interpretation psychischer, rechtlicher und politischer Abweichung zur Dr. rer.pol an der Universität Bremen.
Von 1978 bis 1980 war sie wissenschaftliche Mitarbeiterin des Deutschen Zentrums für Altersfragen in Berlin, danach ein Jahr lang Gastprofessorin zur Vertretung von Florian Tennstedt (Lehrstuhl Sozialpolitik) an der Gesamthochschule Kassel. 1981 wurde sie als Professorin für Gerontologie an die Fachhochschule für Sozialarbeit und Sozialpädagogik Berlin – die spätere Alice Salomon Hochschule – berufen. Dort lehrte sie neben gerontologischen Inhalten Sozialisationstheorie und -politik.
1983–1985 war sie 1. Sprecherin der Sektion Frauen- und Geschlechterforschung.
In der Praxis gründete sie beim Berliner Frauenbund 1945 e.V. 1989 den Großelterndienst für alleinerziehende Mütter und ihre Kinder, der bundesweit kopiert wurde.
2003 konzipierte sie an der Alice Salomon Hochschule in Berlin den ersten Studiengang für Erzieherinnen und Erzieher in Deutschland und wurde 2004 zur Professorin für Sozialisationsbedingungen und -prozesse im Kindesalter ernannt. Von 2004 bis 2007 leitete sie den neuen Studiengang „Erziehung und Bildung im Kindesalter“.
Nach ihrer Emeritierung 2007 leitete sie von 2008 bis 2018 als Chefredakteurin frühpädagogische Internetportale, zunächst ErzieherIn.de, ab 2015 Frühe Bildung Online.
Von der Deutschen Gesellschaft für Systemaufstellungen wurde sie 2012 als systemische Aufstellerin anerkannt und führte bis 2014 an der Hochschule und in der Praxis Seminare durch.

## Ehrung
- 2004: Hermine-Albers-Preis der AGJ für die Konzeption des Studienganges Erziehung und Bildung im Kindesalter (siehe Deutscher Kinder- und Jugendhilfepreis#Preisträger ab 2000)

## Schriften (Auswahl)

### Sozialmedizin/-psychiatrie
- Institutionen für Epilepsiekranke in Holland, Belgien, England und Norwegen. Von Bodelschwinghsche Anstalten in Bethel bei Bielefeld (mit Alex Funke). 1974
- Lehrer und ihre Problemschüler. Im Auftrag der Arbeitsgruppe Kinder- und Jugendpsychiatrie der Sachverständigenkommission zur Erarbeitung der Enquete über die Lage der Psychiatrie in der BRD.1974
- Abweichendes Verhalten und abweichendes Handeln. Frankfurt a. M. 1978

### Gerontologie
- Die Pflege alter Menschen: Institutionen, Arbeitsfelder und Berufe. Deutsches Zentrum für Altersfragen (herausgebendes Organ) Berlin 1980

### Sozialpolitik
- (Hrsg.) Familien in Not. Freiburg i.Br.1999
- (Hrsg.): Minderjährige Flüchtlinge. Opladen, Farmington Hills 2003

### Frühpädagogik
- Private und öffentliche Erziehung. Die Arbeit von Frauen in Familie und Kindertagesstätte am Beispiel des Kita-Streiks in Berlin 1990. Berlin 1992
- (Hrsg.): Ganztagserziehung – ja bitte! Zum Zusammenwirken von familiärer und öffentlicher Erziehung im Grundschulalter. Berlin 1996
- Zur Entwicklung von sozialpädagogischen Angeboten für Schulkinder in Deutschland von 1945 bis heute. In: Berry, Gabriele/Pesch, Ludger (Hrsg.): Welche Horte brauchen Kinder. Neuwied, Berlin 2000
- (Hrsg.): Professionalisierung der Frühpädagogik. Opladen, Berlin 2008
- Körperlichkeit und Sinnlichkeit in der Pädagogik. In: Geißler-Piltz, Brigitte/Räbiger Jutta (Hrsg.): Soziale Arbeit grenzenlos. Festschrift für Christine Labonté-Roset. Budrich Uni Press. Opladen, Farmington Hills 2010
- (Hrsg.): Professionalisierung der Frühpädagogik. Überarbeitete Neuauflage des 2008 erschienenen Buches. Opladen, Berlin 2017